# La carga de la vida
La carga de la vida (人生のお荷物 Jinsei no onimotsu?) es una película de comedia dramática y shomin-geki japonesa de 1935 dirigida por Heinosuke Gosho.

## Sinopsis
Shozo y Tamako Fukushima tienen tres hijas y un hijo pequeño, Kanichi. Sus dos hijas mayores que ya abandonaron la casa familiar no se parecen mucho, Itsuko, vestida al estilo occidental, está casada con un pintor que tiene dificultades para llegar a fin de mes. Takako, vestida al estilo tradicional, vive con un médico con el que se pelea a menudo. Machiko, la última de las tres hijas de la pareja, también está a punto de casarse.
La noche de la boda de Machiko, Shozo y Tamako regresan a casa y discuten sobre Kanichi, el hijo de nueve años que tuvieron en una etapa avanzada de su vida. A los 58 años, sus tres hijas ya se casaron y a Shozo le resulta difícil tener que criar a este niño por quien no muestra ningún afecto. Tamako, que no puede soportar que su marido trate a su hijo como una carga, decide dejar el hogar familiar con el niño y se refugia en casa de su hija Itsuko.
Shōzō tiene cada vez más dudas sobre su actitud hacia Kanichi, y cuando su hijo aparece en su antigua casa, lo mima y le da de comer su comida favorita. Tamoko, a quien sus conocidos e Itsuko le piden que muestre más comprensión hacia su esposo, sigue su consejo y regresa con él.

## Elenco
- Tatsuo Saitō como Shōzō Fukushima
- Mitsuko Yoshikawa como Tamoko Fukushima
- Yoshiko Tsubouchi como Takako, la hija mayor
- Kinuyo Tanaka como Itsuko, la hija mediana
- Shin Saburi como Kōsei Hashimoto
- Masao Hayama como Kanichi, el hijo
- Mitsuyo Mizushima como Machiko, la hija pequeña
- Kenji О̄yama como Tetsuo Komiyama
- Tokuji Kobayashi como Shunkichi Kuriyama
- Kuniko Miyake como camarera

## Recepción
La película se estrenó en Japón el 10 de diciembre de 1935 y alcanzó el puesto número 6 en la lista de las mejores películas de ese año de la revista especializada Kinema Junpo. En 1985 se proyectó en el Berkeley Art Museum and Pacific Film Archive.
Para John Gillett, del British Film Institute, La carga de la vida está «impregnada de un tono naturalista y una textura visual vivida que va mucho más allá del cine americano y europeo de la época». David Owens, del Japan Film Center, destaca el desarrollo de los personajes en la película: «Cada uno de los miembros de la familia está cuidadosamente dibujado y cada uno crece ante nosotros como individuo, superando el tipo de caracterización de personajes que era habitual en los melodramas familiares».